# Brasilotyphlus
Brasilotyphlus é um gênero de anfíbio da família Siphonopidae. O gênero está restrito a bacia amazônica brasileira.
As seguintes espécies são reconhecidas:
- Brasilotyphlus braziliensis (Dunn,1945)
- Brasilotyphlus guarantanus Maciel, Mott & Hoogmoed, 2009